# Черкез Євген Анатолійович
Євге́н Анато́лійович Черкез (26 вересня 1948, Одеса — 20 листопада 2024) — український геолог. Доктор геолого-мінералогічних наук (1994), професор (1995). Член-кореспондент Міжнародної академії наук Євразії; керівник наукової школи «Проблеми інженерної геодинаміки». Державна премія України в галузі науки і техніки (1996) (в співавторстві з К. Ф. Тяпкіним, В. М. Гонтаренко, А. Б. Гнатовим, І. П. Зелінським, О. А. Ханонкіним). Нагороджений знаком «Відмінник освіти України» (2005).

## Біографія
Народився в Одесі, 26 вересня 1948 р. Закінчив середню школу (1966). Працював підземним робітником в Одеському противозсувному управлінні (1966). У 1972 р. закінчив геологічне відділення геолого-географічного факультету Одеського державного університету імені І. І. Мечникова (нині — Одеський національний університет імені І. І. Мечникова). Навчався в аспірантурі ОДУ на кафедрі інженерної геології і гідрогеології за спеціальністю «інженерна геологія».
Був асистентом кафедри інженерної геології і гідрогеології (1974). Захистив кандидатську дисертацію (1976). Працював старшим викладачем (1978), доцентом кафедри інженерної геології і гідрогеології (1979-1995). Навчався в докторантурі (1988-1991). Захистив дисертацію на здобуття вченого ступеня доктора геолого-мінералогічних наук на тему: «Зсуви північно-західного узбережжя Чорного моря (моделювання, прогноз стійкості схилів та оцінка ефективності протизсувних заходів)» (1994). Отримав вчене звання професора (1995). Черкез Є. А. — завідувач кафедри інженерної геології і гідробіології (з 1997 р.), декан геолого-географічного факультету Одеського національного університету імені І. І. Мечникова (з 2007 р.). Член-кореспондент Міжнародної академії наук Євразії, член Національної ради Академії інженерних наук України з проблем інженерної геології і геоекології, член спеціалізованих вчених рад з присвоєнню наукових ступенів кандидата і доктора наук.

## Наукова діяльність
Основні направлення наукової діяльності: інженерна геодинаміка, прогнозування інженерно-геологічних процесів, моделювання напруженого стану та оцінки стійкості зсувних схилів і масивів гірських порід складної структури, оцінки інженерно-геологічної ефективності заходів у галузі інженерного захисту територій. Автор понад 80 наукових робіт.

## Праці
- Моделирование напряженного состояния и устойчивости склонов / Е. А. Черкез  [и др.] // Тр. III Междунар. конгресса по инженерной геологии. — Мадрид, 1978. — С. 316—318. — Англ. мовою.
- Прогнозирование устойчивой формы оползневых склонов Одесского побережья / Е. А. Черкез // Проблемы географического прогноза. — М., 1979. — С. 53-62.
- Инженерно-геологические прогнозы и моделирование / Е. А Черкез, И. П. Зелинский, А. В. Гузенко. — Одесса, 1983. — 126 с.
- Оползни северно-западного побережья Черного моря, их изучение и прогноз / Е. А. Черкез [и др.]. — Киев: Наукова думка, 1993. — 228 с.
- Геологические и структурно-тектонические факторы формирования и развития оползней северо-западного побережья Черного моря // Тр. 7 Междунар. конгресса по оползням, Тронхейм, 1996. — С. 509—513. — Англ. мовою.
- Инженерные сооружения как инструмент изучения тектонической дискретности и активности геологической среды / Е. А. Черкез [и др.] // Механика грунтов и фундаментостроение: тр. 3 укр. конф. по механике грунтов и фундаментостроению. — Одесса, 1997. — Т. 1. — С. 53-56;
- Подземные выра, ботки и оценка их влияния на деформацию земной поверхности и устойчивость сооружений территории г. Одессы / Е. А. Черкез, К. К. Пронин, В. И. Шмуратко // Тр. Азиат. симпозиума по механике горных пород. — Сеул ; Роттердам, 1997. –С. 193—196.
- Науки про Землю в Одеському (Новоросійському) університеті / Є. А. Черкез, Я. М. Біланчин, Є. Н. Красеха [та ін.]. — Одеса: Астропринт, 2010. — 104 с.[2]
- Факторы формирования режима подземных вод острова Змеиный / Е. А. Черкез, В. И. Мединец, В. К. Свистун [и др.] // Вісник ОНУ. — 2014. — Т. 19. — Вип. 4 (23): Географічні та геологічні науки. — С. 328—342.[3]
- Інженерна геологія в Одеському університеті: історичний нарис / Є. А. Черкез // Матеріали міжнародної наукової конференції «Роль вищих навчальних закладів у розвитку геології» (до 70-річчя геологічного факультету Київського національного університету імені Т. Шевченка) (Київ, 31 березня — 3 квітня 2014 р.). — Київ, 2014. — С. 36-37.